# WWE Evolve Championship
El WWE Evolve Championship (Campeonato Evolve de WWE) es un campeonato masculino de lucha libre profesional creado y promovido por la empresa estadounidense WWE, que se defiende en la marca de desarrollo Evolve. Es uno de los dos títulos masculinos más importantes del sistema de desarrollo de WWE, junto con el Campeonato NXT de la marca NXT. El título se estableció el 7 de mayo de 2025. El campeón actual es Jackson Drake, quien derrotó a Keanu Carver, Edris Enofe y Sean Legacy, a quienes Drake eliminó por última vez, en una lucha de eliminación fatal a cuatro bandas para convertirse en el campeón inaugural durante las grabaciones de Evolve el 25 de abril de 2025 (transmitido el 4 de junio).
La marca Evolve es un relanzamiento de la antigua promoción Evolve que WWE adquirió en 2020. Aunque el campeonato comparte un nombre similar, la versión del título de la promoción no comparte un linaje con el Campeonato Evolve original de la antigua promoción.

## Historia
En julio de 2020, la empresa estadounidense de lucha libre profesional WWE adquirió la promoción independiente Evolve. En marzo de 2025, WWE lanzó una marca de desarrollo llamada Evolve, un relanzamiento de la antigua promoción, que incluía a los aprendices del WWE Performance Center, así como a los luchadores contratados por el programa de Desarrollo Independiente de WWE, En el episodio del 7 de mayo de 2025 de Evolve , la primera ministro de la marca, Stevie Turner, anunció la creación de los Campeonatos Evolve masculino y femenino. Los títulos fueron diseñados para ser defendidos exclusivamente en la marca Evolve, ofreciendo más oportunidades para los talentos novatos de la WWE, dándoles mayor exposición y oportunidades. Jackson Drake se convirtió en el campeón inaugural al derrotar a Keanu Carver, Edris Enofe y Sean Legacy, a quienes Drake eliminó por última vez, en una lucha de eliminación fatal a cuatro bandas en Evolve el 4 de junio (grabada el 25 de abril).

## Diseño de cinturón
El diseño del cinturón del Campeonato Evolve de WWE es similar al del Campeonato Evolve original de la promoción original, pero consta del logotipo de WWE Evolve en el centro de la placa central y la palabra Champion (Campeón) en la parte inferior. Las placas son plateadas y moradas, y llevan una correa negra. Hay cuatro placas laterales. Como todos los cinturones de campeonato de WWE, las placas laterales interiores cuentan con una sección central extraíble que se puede personalizar con el logotipo del campeón; las placas predeterminadas presentan el logotipo de WWE sobre un globo terráqueo. Las placas laterales exteriores también presentan el logotipo la promoción, pero no sobre un globo terráqueo.

## Campeones

### Lista de campeones
| N.º | Campeón       | Lucha               | Lucha  | Lucha            | Estadísticas | Estadísticas | Estadísticas      | Notas y referencias |
| N.º | Campeón       | Fecha               | Evento | Ubicación        | Reinado      | Días         | Días rec. por WWE | Notas y referencias |
| --- | ------------- | ------------------- | ------ | ---------------- | ------------ | ------------ | ----------------- | --- |
| 1   | Jackson Drake | 25 de abril de 2025 | Evolve | Orlando, Florida | 1            | 116+         | 76+               | Derrotó a Keanu Carver, Edris Enofé y Sean Legacy , a quienes Drake eliminó por última vez, en un Fatal 4-Way Elimination Match para convertirse en el campeón inaugural.La WWE reconoce el inicio del reinado de Drake el 4 de junio de 2025, fecha en que el episodio se emitió en diferido. |